# スコットランド独立運動
スコットランド独立運動（英語: Scottish independence movement）は、イギリスの構成国（カントリー）であるスコットランドが主権国家となることを目指す政治運動である。

## 歴史

### スコットランド王国
スコットランド王国は中世前期に建国されたときから独立国家だった。アンドルー・マーなど、その建国をケネス・マカルピン在位中の843年に求める歴史家もいる。スコットランド王国の正統性は、繰り返されるイングランドの侵略に脅かされていた。イングランドの国王たちは様々に正当化を施してスコットランドを領地だと主張した。ローマ教皇をはじめ国外の支配者にはしばしば、そうした軍事的な侵略に対する釈明が行われた。イギリスのフォークロアの世界ではポピュラーな神話に、次のようなものがある。すなわち「ブリテンの建国者であるトロイのブルータスは、イングランドを長子ロクリヌスに与え、スコットランドを末子アルバナクトゥスに与えた」というものである。スコットランド人はこれに異議を唱え、スコットランドはそれより古い時代に、ギリシア人の王子であるゴイデル・グラスとその妻にしてファラオの娘スコタによって建国されたという自分たちの神話をつくりだしたのである。伝説によれば、エジプトからスコットランドまでスクーンの石(代々のスコットランド王がその上で戴冠式を挙げたとされる石)を運んできたのはスコタである。
スコットランド王国の歴史における分水嶺は、1290年に起こった王位継承問題だった。それがスコットランドを操ろうというイングランドの新たな企みにつながったのである。イングランドに対するスコットランドとフランスの「古い同盟」がこのとき初めて締結され、その関係は16世紀まで健在であった。イングランドとの戦いである第一次スコットランド独立戦争は1306年に即位したロバート1世の時代に終結し、その外孫ロバート2世がステュアート朝初代のスコットランド王となった。

### 連合

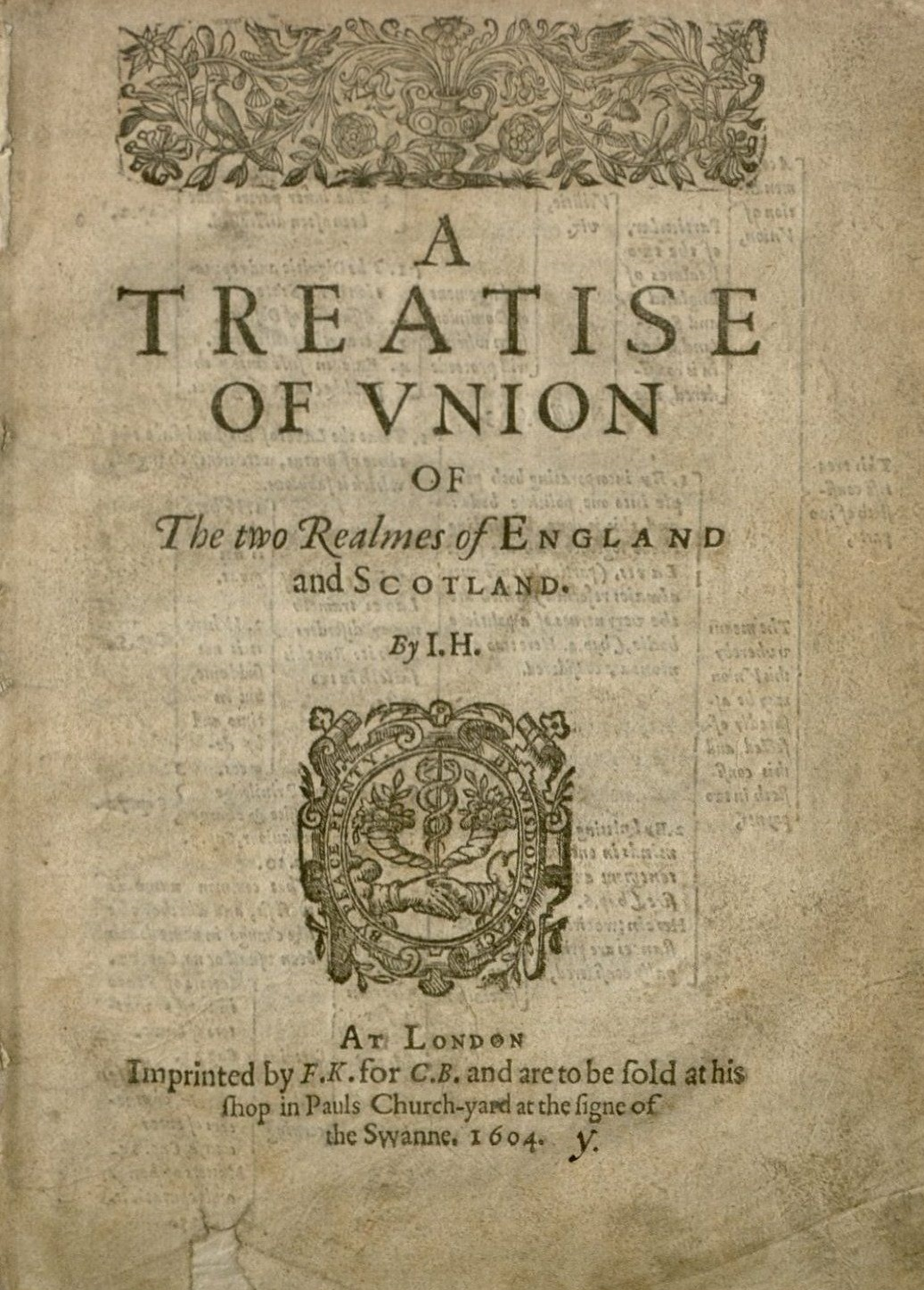
ジョン・ヘイワード著『イングランドとスコットランド二国の連合論』（1604年）

スコットランド王ジェームズ6世がイングランドとアイルランドの王位にも即いた1603年から、スコットランドとイングランドは人的連合により同じ君主を戴く同君連合になった。王冠連合である。カトリックとプロテスタントの争いの最中、ジェームズ7世が1688年に退位し、プロテスタント路線のステュアート家が1714年に断絶するまでの過程で、イングランドはスコットランドが独自の道を行くことを恐れた。連合条約と連合法の可決を経て、1707年に2つの王国の正式な連合が行われ、グレートブリテン王国が成立した。ボニー・プリンス・チャーリーはじめ、ジャコバイトが率いる連合反対派のスコットランド人による強い抵抗は1746年まで続いた。
1800年の連合法により、グレートブリテン王国とアイルランド王国が新たに連合してグレートブリテン及びアイルランド連合王国が成立した。アイルランド南部の26州が1922年に自治領アイルランド自由国として離脱したため、この国はグレートブリテン及び北アイルランド連合王国となった。

### 自治運動
1853年にはじめてスコットランド議会において自治を求める「ホーム・ルール」運動が保守党寄りの組織であるスコットランド権利擁護協会に取りあげられた。ここで鍵となったのは、比較対象としてのアイルランドだった。この運動は幅広い層へと政治的な訴求力を持ちはじめ、まもなく自由党からも支持されるようになった。1885年にはスコットランド大臣とスコットランド省が、イギリス議会においてスコットランドの利益を追求し、懸念を表明するための組織として再編された。しかし、1886年にウィリアム・グラッドストンがアイルランド自治法を提出したように、スコットランド人たちにとって、自分たちの現状とアイルランド人に与えられたホーム・ルールとを比べてみれば、満足のいくものではなかった。とはいえこの問題は、急を要する憲法上の優先事項とはみなされなかった。一つには、結局アイルランド自治法が庶民院を通過しなかったこともあった。
第一次世界大戦の直前に、ハーバート・アスキス率いる自由党政権は「広範な自治」 ("Home Rule all round") という構想を支持した。これにのっとり、統治法でその自治権が打ち出されたアイルランドに、スコットランドも続くこととなった。アスキスの考えによれば、イギリスの構成国は共通の目的のために団結して行動することはできても、イギリス全体の同意を必要としない構成国内の政治問題には取り組むことができないというのはおかしなことであった 。これは民族主義的な思想に基づいたものではなく、むしろアスキスは連邦主義こそ「連合の根幹」であると考え、ウェストミンスターへの権力の集中こそが「あらゆる失策のなかでも最悪のもの」と考えたのである。スコットランドの自治法案は1913年にはじめて議会に提出されたが、それ以上進展することはなかった。議会が重要課題とするのは第一次世界大戦に伴う有事体制だったからである。
イースター蜂起と独立戦争を起こしたアイルランドとは異なり、スコットランドは中央の支配に対して抵抗を行うことはなかった。とはいえ、そこに継続的な自治の要求がなかったわけではない。1930年代にはスコットランド省がスコットランドのエディンバラ、セントアンドリュース議事堂に移転している。イギリス政府に対する自治を求めた請願であるスコットランド誓約も1930年に初めてジョン・マコーミックによって提案され、1949年に正式に文書化された。この訴えには「最終的に200万人の署名が集まった」（1951年の国勢調査によれば、スコットランドの人口は510万人だった）。とはいえ、この誓約が主要な政党に顧みられることはなかった。1950年にはナショナリストによって、ウェストミンスター寺院からスクーンの石が撤去されている。
そして完全な独立あるいはより穏当な自治の要求は、1960年になるまで政治問題の中心に据えられることはなかった。しかしハロルド・マクミランによる「変革の風」のスピーチが1960年に行われ、アフリカの急速な脱植民地化の始まりと大英帝国の終わりが多くの人に印象づけられた。イギリスはすでに1956年のスエズ危機により国際的な非難を浴びており、もはや第二次世界大戦以前のような超大国ではないということは明らかだった。多くのスコットランド人にとって、連合王国の大きな存在意義の一つを失われたも同然であり、当時は名高かったスコットランド連合党を団結させてきた、大衆的な帝国主義と帝国的な統一の終焉を象徴する出来事でもあった。連合党はその後、次第に支持を失っていった。
1970年代、スコットランドに近い北海油田が開発され、イギリスに莫大な利益をもたらす一方で、スコットランドのナショナリズムを刺激した。スコットランド議会は1707年のイングランドとの合併以来、ウェストミンスター議会に統合されていたが、独自の議会設置を求める声が高まった。1979年の議会設置の是非を問う住民投票では、賛成派の投票者が半数を超えたが、結果的に否決された。しかし1997年に、スコットランド出身のトニー・ブレア政権の下で再度住民投票が行われ、今度は可決された。
2013年11月26日、スコットランド自治政府首相のアレックス・サモンド（Alex Salmond）は、スコットランドの独立の是非を問う住民投票に対する公約となる独立国家スコットランドの青写真を発表した。2014年9月18日、スコットランドで住民投票が行われた（2014年スコットランド独立住民投票）。有権者は独立に「賛成」か「反対」で答えなければなかった。すなわち「スコットランドは独立国家となるべきか?」。投票開始までの1週間に行われた世論調査ではその得票差はかつてないほど小さかったが、賛成派が多数を占め独立国家となった場合、スコットランドの経済、軍事、金融、通貨、公的年金はどうなるのか、イギリスの債務をどれだけ負担するのか、パスポートや市民権はどうするのか、エリザベス2世は君主の座に留まるのか、NATO、イギリス連邦、国連、EUとの関係は、といった問題に関して白熱した議論が進行中であった。次第に反対派が優勢になっていき、ついに55.3%の票を獲得した。賛成票は44.7%、有権者得票率は84.5%だった 。
2016年6月23日に実施されたイギリスの欧州連合離脱是非を問う国民投票によりEU離脱（ブレグジット、Brexit）が決定したが、スコットランドでは62%が残留を支持したことから、自治政府首相のニコラ・スタージョンは独立した上でEUに加盟する可能性を示唆した。
2022年6月28日、ニコラ・スタージョンは、スコットランド独立を問う2度目の住民投票を2023年10月19日に実施すると表明した。しかしイギリス政府から反発を受け、2022年11月22日、連合王国最高裁判所はイギリス政府の同意なしに住民投票は実施できないとの判断を下した。